# London Philhellenic Committee

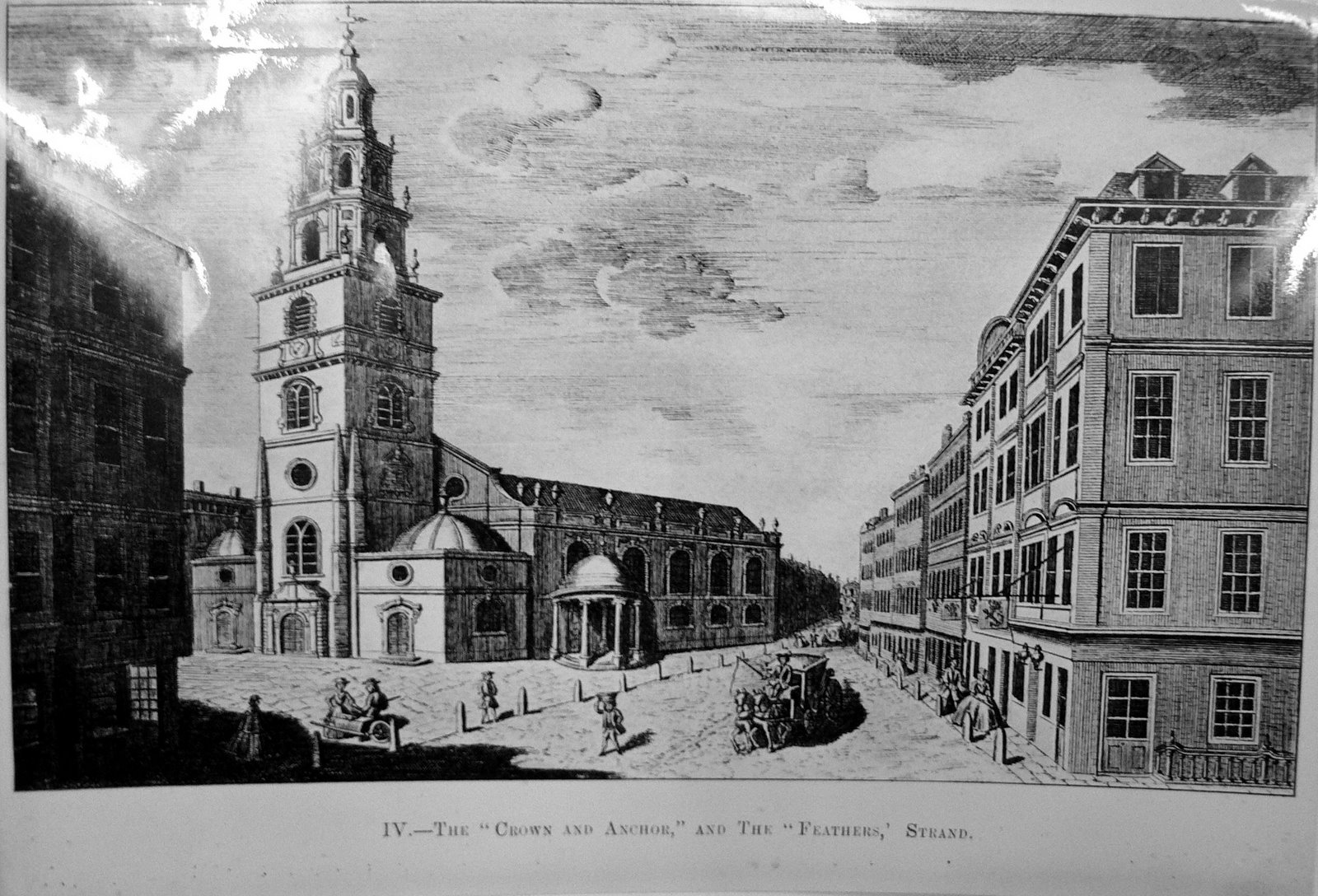
Die Taverne „Crown and Anchor“ in der Strand Street, London, wo am 28. Februar 1823 die erste Sitzung des London Philhellenic Committee stattfand.

Das London Philhellenic Committee (1823–1826) war eine philhellenische Bewegung, die im März 1823 gegründet wurde, mit dem Hauptziel, die Griechische Revolution und die Befreiung der Griechen von der Osmanischen Vorherrschaft zu unterstützen. Um dieses Ziel zu erreichen, versuchte es, Gelder zu sammeln, Vorräte und militärische Ausrüstung für Griechenland zu beschaffen, freiwillige Soldaten zu entsenden und später erhebliche Kredite aufzunehmen, mit dem Ziel, die neu gebildete griechische Regierung zu stabilisieren.
Die erste Sitzung des London Philhellenic Committee fand am 28. Februar oder 3. März 1823, in der Taverne Crown and Anchor an der Hauptverkehrsstraße Londons, Strand statt. In dieser Eröffnungssitzung waren 24 angesehene Persönlichkeiten anwesend. Die Taverne war Mitte des 18. Jahrhunderts auch der Hauptsitz der „Anacreontic Society“, deren Hymne das Lied „To Anakreon in Heaven“ war, dessen Melodie später die der US-Nationalhymne wurde.

## Historischer Kontext

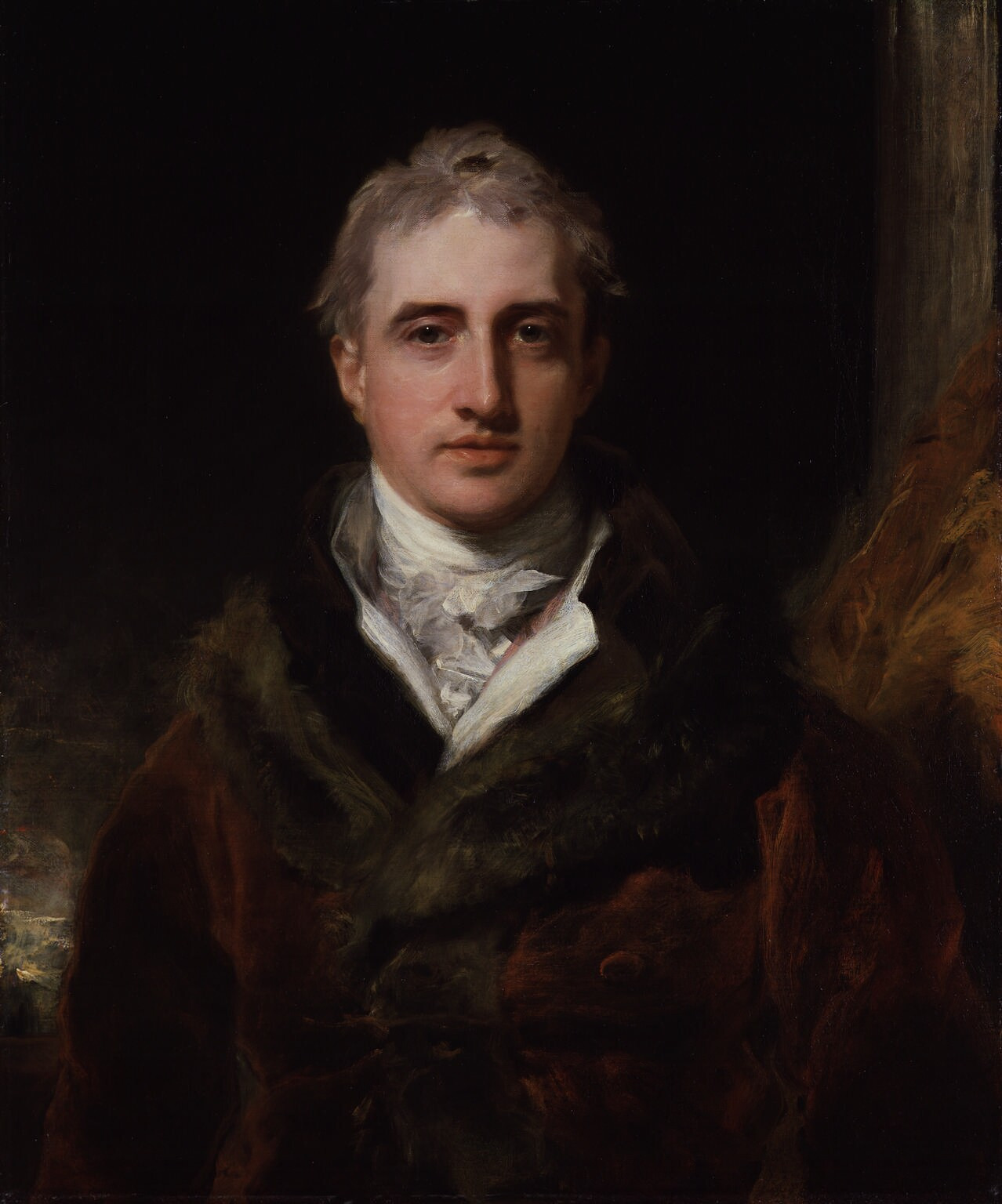
Robert Steward

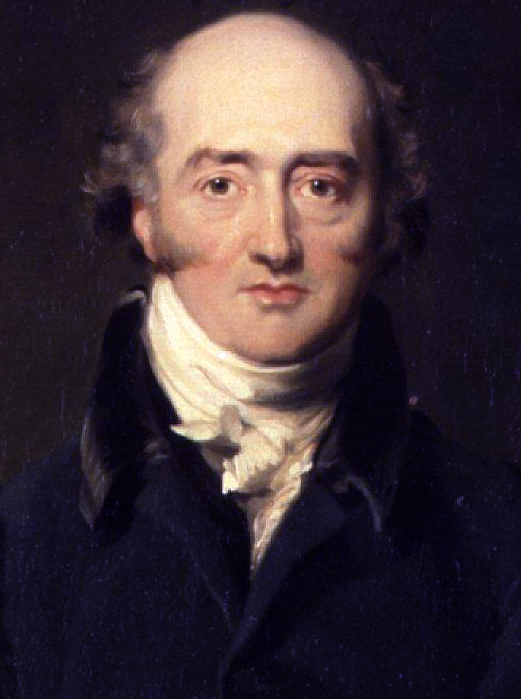
George Canning

Als der griechische Kampf um die Unabhängigkeit vom Osmanischen Reich im Jahr 1821 begann, gab es britischen Historikern zufolge in der sogenannten „griechischen Frage“ erhebliche staatliche Unterstützung seitens Großbritanniens. Die strikte Neutralitätspolitik der britischen Regierung, die sie im Rahmen ihrer Interessen verfolgte, führte jedoch dazu, dass jede anfängliche substanzielle Unterstützung der griechischen Seite im Keim erstickt wurde. Im Laufe der ersten Jahre des Kampfes führten zwei Schlüsselereignisse fast zwei Jahre später zur Gründung des „London Philhellenic Committee“, das hauptsächlich aus Mitgliedern der damaligen Opposition bestand. Erstens führte der Tod des Außenministers Robert Stewart (Robert Stewart, 2. Marquess of Londonderry, bekannt als Lord Castlereagh, 1769–1822) im Jahr 1822 und seine Ersetzung durch George Canning zu einer flexibleren Politik und es zeichnete sich eine freundlichere Haltung gegenüber den Griechen ab. Canning glaubte, dass die diskrete Kombination öffentlicher und privater Hilfe für die aufständischen Griechen in Großbritannien entwickelt werden könnte, ohne dass es zu Konflikten mit der „Heiligen Allianz“ käme.
Zweitens beendete die Invasion der Bourbonen in Spanien Anfang 1823 das kurze Experiment einer liberalen Verfassung. Infolgedessen verlagerte sich die Aufmerksamkeit einiger Befürworter des neuen politischen Konzepts von der Iberischen Halbinsel auf Griechenland.
Zu den prominentesten politischen Aktivisten zählten Edward Blaquiere (1779–1832), ein ehemaliger Offizier der Royal Navy, und John Bowring, der erste Herausgeber der Westminster Review, Parlamentsabgeordneter, Diplomat und der wesentliche Herausgeber der Werke von Jeremy Bentham. John Bowring war zwischen 1854 und 1859 auch der 4. Gouverneur von Hongkong.

## Personen und Organisation

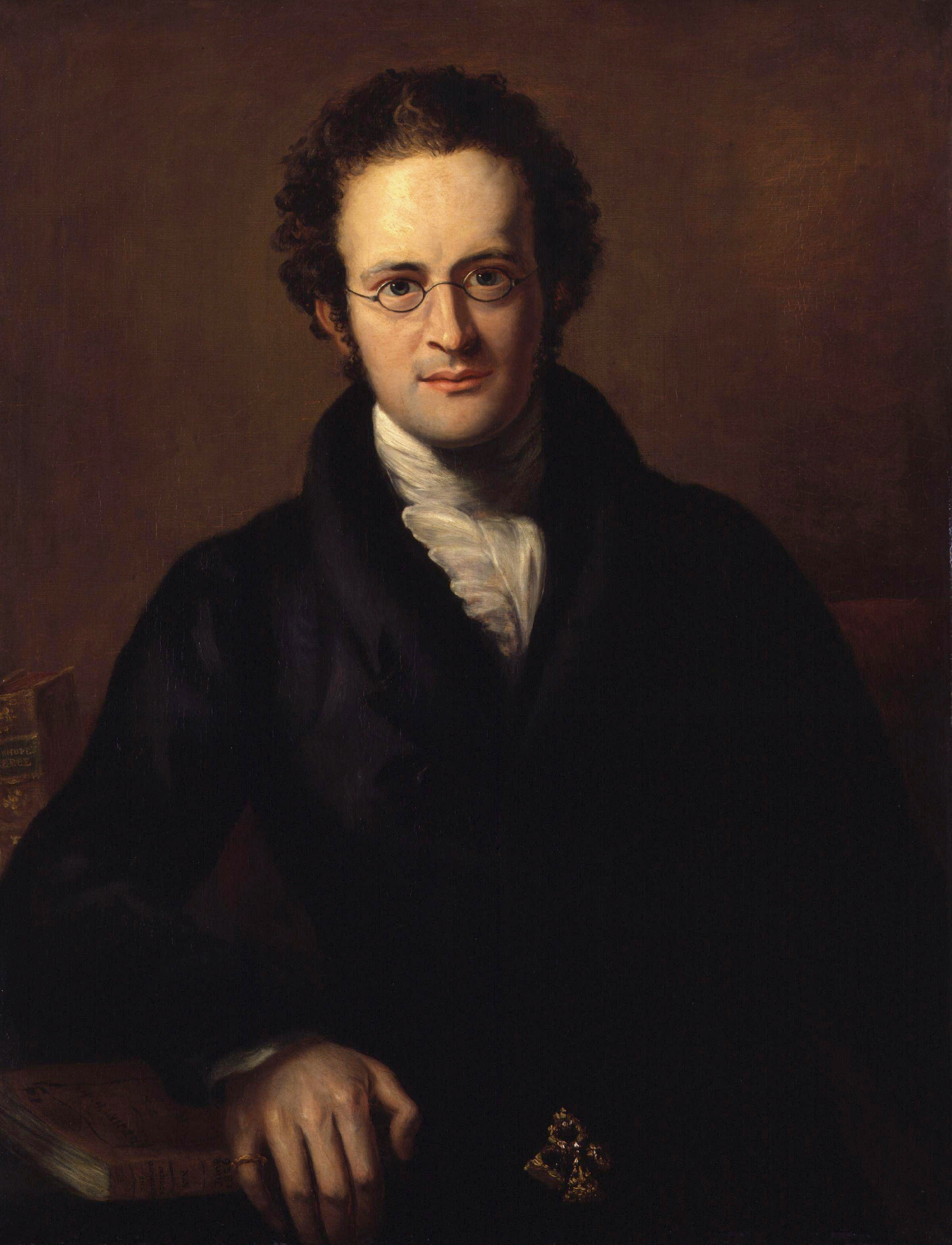
John Bowring

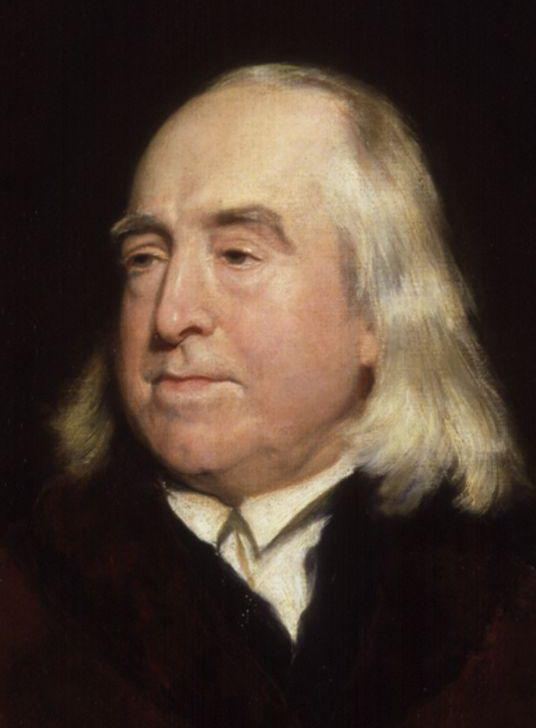
Jeremy Bentham

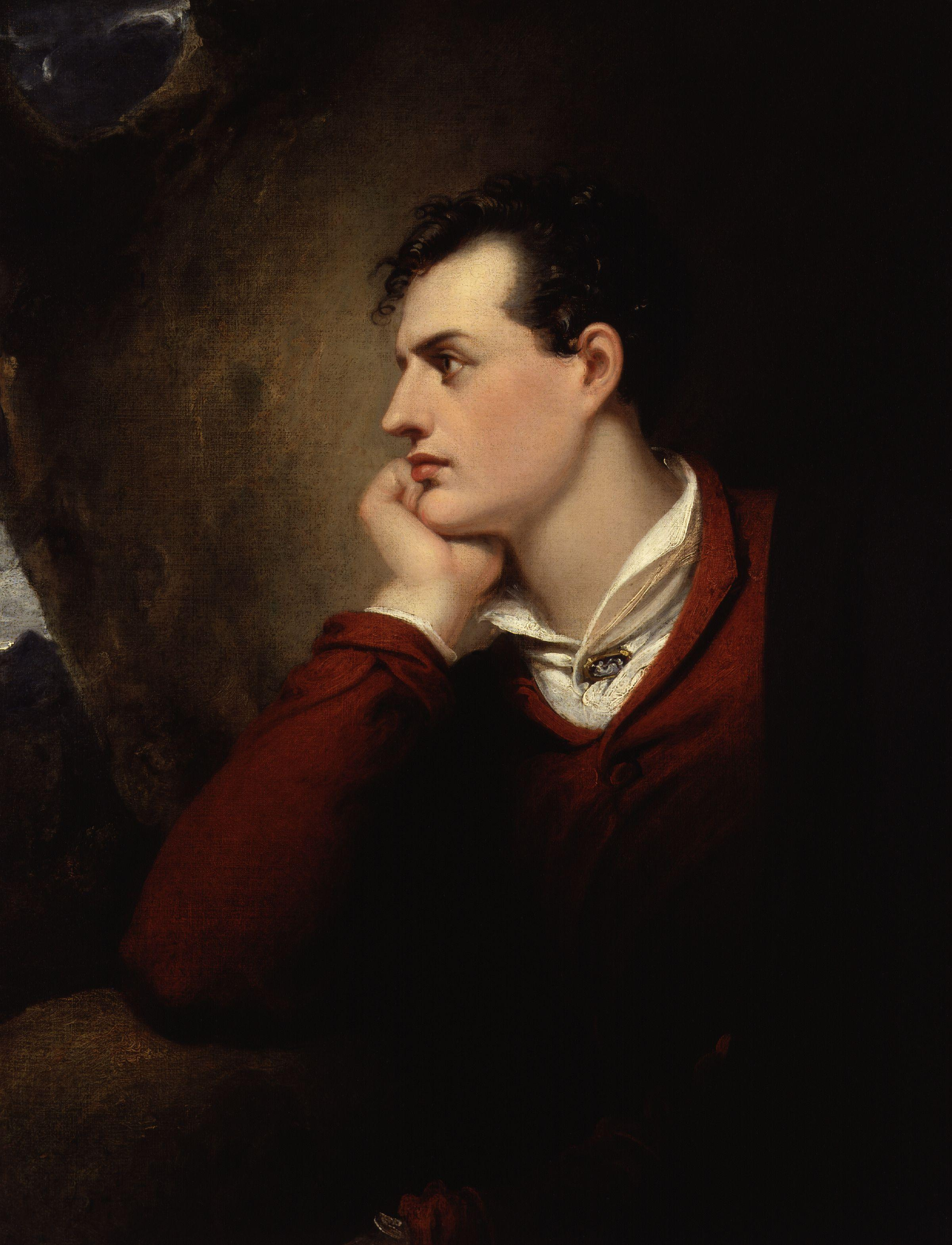
Lord Byron

John Bowring und Edward Blaquier waren im Wesentlichen die treibende Kraft hinter der Gründung der Kommission. Sie waren beide begeisterte Anhänger der Verfassungstheorie von Jeremy Bentham. Blaquier kannte Bentham seit 1813 und hatte ihm Bowrig 1820 vorgestellt. Blaquier hatte außerdem bereits ein Buch geschrieben, in dem er seine Sympathie für die Trienio Liberal zum Ausdruck brachte, und Bowrig hatte einige öffentliche Erklärungen abgegeben, für die er 1822 vom Bourbonen-Regime in Frankreich kurzzeitig inhaftiert wurde. Nachdem sie beschlossen hatten, sich auf die griechische Unabhängigkeit zu konzentrieren, brach Blaquier mit dem griechischen Repräsentanten Andreas Louriotis (1789–1854) nach Griechenland auf. Dieser war zunächst nach Madrid und dann nach London gereist, um Spenden für die griechische Sache zu sammeln. Blaquier nutzte Benthams „Observations“, um der revolutionären griechischen Regierung die erste griechische Verfassung vorzulegen, und plante gleichzeitig, wie er die Unterstützung von Lord Byron gewinnen könnte, der sich damals in Italien aufhielt. Zu den ersten Mitgliedern der Kommission gehörten dann auch der Reformer Jeremy Bentham und Lord Byron.

### Die ersten 50 Unterstützer
Zur gleichen Zeit begann Bowring als ehrenamtlicher Sekretär des „Greek Committee of London“ eine komplexe Korrespondenz, die in der Zusammenstellung der ersten Liste mit fünfzig Namen von Unterstützern gipfelte, die am 29. März 1823 in der Zeitung „Morning Chronicle“ erschien.
Etwa die Hälfte dieser ersten Liste bestand hauptsächlich aus prominenten liberalen (Whig) Abgeordneten der damaligen Opposition, zusammen mit Vertretern der griechischen Gemeinde in London und bekannten Namen derjenigen, die sich aktiv für eine Verfassungsreform einsetzten, wie z. B.: Sir Francis Burdett (1770–1844), Thomas Erskine (1750–1823), John Cam Hobhouse (1786–1869), Joseph Hume (1777–1855), Zachary Macaulay (1768–1838), Thomas Moore (1779–1852), Sir James Mackintosh (1786–1869), Mackintosh of Kyllachy (1765–1832) und John Russell (ehemals Lord John Russell, 1792–1878).
Bentham und David Ricardo (1772–1823) waren ebenfalls Mitglieder, aber andere ihrer Freunde, wie James Mill und Francis Place, weigerten sich, beizutreten.

### Die Liste der 85
Anschließend folgte eine Liste mit 84 Mitgliedern des Komitees (anderen zufolge 85), die einige bemerkenswerte Neuzugänge enthielt, wie Lord Byron, Leicester Fitzgerald Charles Stanhope (1784–1862), Thomas Campbell (1777–1844) und Henry Peter Brougham (1778–1868), sowie eine Reihe von klassischen Gelehrten, insbesondere Edmund Henry Barker, und John Lemprière (ca. 1765–1824), die sich zuvor für die griechische Sache eingesetzt hatten.

### Nicht britische Staatsbürger
Alerinos Palmas, ein Adliger aus Piemont, soll eine Ausbildung in juristischen Angelegenheiten gehabt haben und ein Philhellene gewesen sein. Er beteiligte sich aktiv an den revolutionären Bewegungen Italiens im Zeitraum 1820–1821. Wegen seiner Tat wurde er verhaftet und zum Tode verurteilt. Ihm gelang die Flucht nach Spanien. In Madrid kam er mit der philhellenischen Bewegung in Kontakt und trat später dem London Philhellenic Committee bei. Er beteiligte sich aktiv an den Verhandlungen über die Unabhängigkeitsdarlehen und reiste 1824 nach Nafplio, um die dritte Rate des Darlehens zu überbringen. Aufgrund der in Nafplio ausgebrochenen Epidemie und der Verzögerung der Verhandlungen zog er nach Hydra, wo er angeblich einen veröffentlichten Text mit politischem Inhalt verfasste.

### Griechen
Im Jahr 1823 kam Alexandros Kontostavlos nach Griechenland. Er war in der Schifffahrtsbranche aktiv, hatte 1817 in London das erste griechische Handelshaus eröffnet und war als Vertreter des London Philhellenic Committee in die Filiki Eteria in Triest aufgenommen worden.

## Gemeinsame Sache und Ziel
Die Mitgliedschaft im „Greek Committee of London“ (und diejenigen, die zu seiner Gründung und Organisation beitrugen) brachte Konservative (Tories), Liberale (Whigs), Radikale und frühe Liberale in einer gemeinsamen Sache und einem gemeinsamen Ziel zusammen. Diese heterogene Zusammenarbeit führte zeitweise zu gegenseitigem Misstrauen.

### Argumente für den Beitritt zum Komitee
Die Unterstützung basierte typischerweise auf der Überzeugung:
- Dass Griechenland und Großbritannien beide christliche Nationen waren,
- Dass die europäische Zivilisation auf dem Erbe des antiken Griechenlands basierte und
- Diese griechische Unabhängigkeit den Weg für verstärkte britische Interessen und Investitionen im Mittelmeerraum ebnet.[1][7]

### Argumente gegen die Aufnahme in das Komitee
In Großbritannien konnte nicht jeder der Kommission beitreten oder sie unterstützen. Hierzu mussten verschiedene Bedenken überwunden werden. Zu den Gründen, die von denjenigen angeführt wurden, die eine Mitgliedschaft ablehnten, zählten Argumente wie:
- Großbritannien musste zwischen Griechenland und dem Osmanischen Reich strikte Neutralität wahren,
- Der Foreign Military Service Act, der britische Soldaten vom Dienst in Griechenland ausschloss,
- Die Unterstützung eines Krieges, an dem Großbritannien nicht beteiligt war, galt als illegal,
- Die Beschaffung von Mitteln zur Vermeidung finanzieller Schwierigkeiten für Großbritannien selbst war wichtiger als die Beschaffung von Geld zur Unterstützung der Griechen und
- Allgemeiner ausgedrückt: Es wäre falsch, wenn einer der „treuen und intelligenten Männer“ Widerstand gegen die offizielle Regierungspolitik organisieren würde.[1][7]

### Tagungen
Das Komitee hielt wöchentliche Sitzungen in der Taverne Crown and Anchor in London ab, an denen normalerweise acht bis zehn Mitglieder teilnahmen. Die Zusammensetzung der teilnehmenden Mitglieder variierte normalerweise etwas, der grundlegende Kern von vier oder fünf Mitgliedern war jedoch normalerweise vorhanden. Den Großteil der Arbeit mit der Organisation übernahm Bowring. Aus der Ferne wurde er von Barker unterstützt, der ihm insbesondere bei der Herstellung von Kontakten zu traditionellen Philhellenen und bei der Mobilisierung von Unterstützung für die griechische Sache im Allgemeinen behilflich war. Barker war auch an der Gründung des „Cambridge Greek Committee“ beteiligt und konnte erfolgreich die Unterstützung von Persönlichkeiten dieser Universität gewinnen.

## Allgemeiner Beitrag

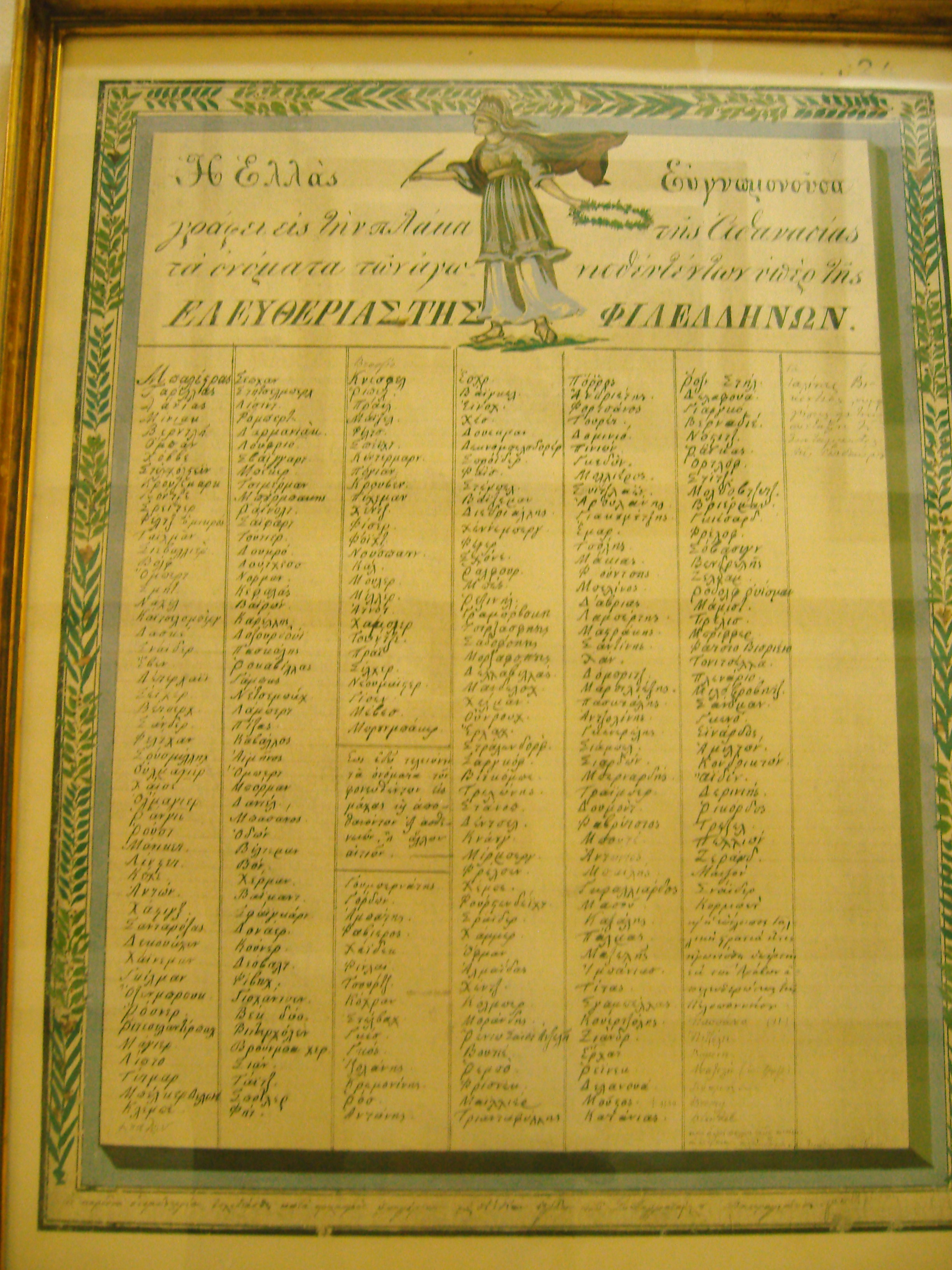
Liste der Namen der Philhellenen, die an den Kämpfen der griechischen Revolution von 1821 teilnahmen, Nationales Historisches Museum Athen, Griechenland.

Der erste Erfolg des „Philhellenic Committee of London“ bestand zweifellos darin, dass es dem gelang, Lord Byron als Mitglied aufzunehmen. Dieses Ereignis führte zur Entwicklung der philhellenistischen Bewegung. Die Philhellenen Großbritanniens wiederum unterstützten die griechische Revolution von 1821, entweder durch ihre Teilnahme an militärischen Operationen, mit Geld oder durch die Schaffung von Schriften und Kunstwerken, die die griechischen Bemühungen im Ausland fördern sollten.

### Der Beitrag britischer Philhellenen
Unter den registrierten Philhellenen der Zeit der griechischen Revolution, die sich nach Berechnungen verschiedener Geschichtsforscher auf 940 belaufen, hatten die Briten mit etwa 99 Persönlichkeiten einen großen Anteil.
Jeder dritte britische Philhellene erlitt das gleiche Schicksal wie alle Philhellenen dieser Zeit, das heißt, er wurde im Kampf getötet oder starb an den Folgen von Not oder Verletzungen. Im ersten Zeitraum (zwischen 1821 und 1822) waren die Briten mit 12 Personen die viertgrößte Ankömmlinggruppe in Griechenland, während sie im zweiten Zeitraum (zwischen 1823 und 1825) die erste Ankömmlinggruppe in Griechenland waren. Der Anstieg der Zahl englischer Freiwilliger hängt mit der Überlegenheit der Englischen Partei und der aktiveren Beteiligung Englands an griechischen Angelegenheiten zusammen.

## Militärische Missionen

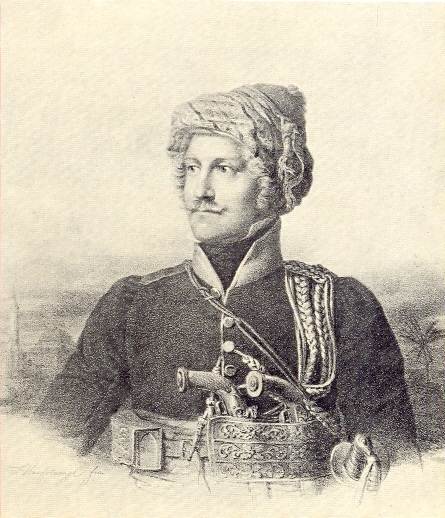
Thomas Gordon

Zu den Aktivitäten des „Greek Committee of London“ gehört auch die Militärmission nach Griechenland, die ursprünglich von Thomas Gordon (of Cairness) in der Nähe von Aberdeen geplant wurde. Er war ein wohlhabender, gebildeter Berufssoldat, der bereits seit 1821 mit Auszeichnung in Griechenland gedient hatte. Thomas Gordon schlug Bowring am 27. März 1823 vor, die durch die Mittel des Komitees aufgebrachten Gelder für die Ausstattung eines Artilleriekorps und einer Werkstatt zur Herstellung von Waffen, Kugeln usw. zu verwenden. Thomas Gordon selbst war bereit, ein Drittel der Feldzugskosten zu finanzieren, der Rest sollte aus Spendengeldern kommen.

### Brigadeorganisation
Thomas Gordon schlug dem Komitee außerdem William Parry, später Autor von The Last Days of Lord Byron vor, die Brigade zu organisieren und zu führen. Während die Vorbereitungen für die Militärmission voranschritten, verzögerte Gordon seine Ankunft in London, um die Mission selbst zu leiten. Der Hauptgrund hierfür war, dass er der Ansicht war, dass es in Griechenland keine stabile Regierung mehr gab, die ihm von praktischem Nutzen sein könnte. Aufgrund des Bürgerkriegs verfügte die Regierung nur über eine kleine Streitmacht, um den Krieg gegen die Türken zu unterstützen. Für Gordon bedeutete diese Situation, dass die Kampagne zum Scheitern verurteilt war. Er blieb in Schottland und kehrte erst 1826 nach Griechenland zurück, als er sich endgültig entschied, zurückzukehren und seine militärischen Aktivitäten wieder aufzunehmen. Doch im Jahr 1823 war er erfreut darüber, dass es Hobhouse gelungen war, Lord Byron zur Übernahme der Leitung zu bewegen, und die Mission wurde in vielerlei Hinsicht gefördert. Auch Leicester Stanhope, ein Soldat mit Erfahrung in Indien und Verfechter der Pressefreiheit, schloss sich der Militärmission an, die die Kommission trotz Gordons Zögern und Verzögerungen teilweise dank Blaquieres Optimismus unterstützte.

### Feldzug von 1823
Die Streitmacht der britischen Philhellenen, deren Feldzug für November 1823 geplant war und die im Februar 1824 in Griechenland eintraf, stand von Anfang an unter schlechtem Licht. Parry wurde bald untauglich beurteilt. Lord Byron befand sich in der Nähe der sumpfigen Stadt Messolonghi und hatte nicht einmal Zeit, sich dem Feind zu stellen, da er im April 1824 an Fieber starb. Stanhope war damit beschäftigt, Druckereien und Zeitungen aufzubauen. Stanhope lehnte die damalige griechische Regierung (so wie sie strukturiert war) grundsätzlich ab und verbündete sich mit dem Kriegsherrn Odysseus Androutsos, der später von seinen eigenen Landsleuten hingerichtet wurde. Obwohl Stanhope den Exodus von Messolonghi überlebte, waren seine Bemühungen im Kampf um Griechenland wenig hilfreich.

## Finanzieller Beitrag

### Unterstützungsfonds
Die Einrichtung eines Hilfsfonds hatte Priorität und von Mai 1823 bis März 1824 erschienen in der Zeitung „Morning Chronicle“ regelmäßig Berichte über Spenden. Nach seiner Rückkehr aus Griechenland unternahm Blaquier im Herbst 1823 eine Kampagne zur finanziellen Unterstützung und Sensibilisierung mit einer Tour durch Provinzstädte, darunter Winchester, Southampton, Salisbury, Bath, Bristol, Birmingham, Manchester und Liverpool. Normalerweise besuchte er Geistliche, örtliche Abgeordnete und Zeitungsverleger, um Unterstützung und Aufmerksamkeit zu gewinnen. Anschließend wurden öffentliche Versammlungen abgehalten, um Spenden zu sammeln. Obwohl er allgemeine Sympathie erfuhr, war er besonders erfreut über den Empfang in Birmingham, Manchester und Liverpool, wo ebenfalls beträchtliche Geldsummen zusammenkamen, viele davon durch kleine Spenden von einfachen Leuten und führenden Persönlichkeiten, die nicht durch Parteizugehörigkeiten eingeschränkt waren.

### Der erste griechische Kredit

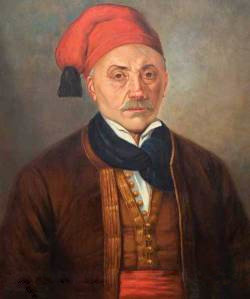
Ioannis Orlandos

Der Plan der Kommission zur Genehmigung des ersten griechischen Kredits war erfolgreich und begann als Ioannis Orlandos, Ioannis Zaimis und Andreas Louriotis (1789–1854) im Januar 1824 in London eintrafen, um mit den Verhandlungen zu beginnen. Die spekulative „Blase“ rund um südamerikanische Kredite hatte ihren Höhepunkt erreicht, brauchte aber noch ein weiteres Jahr, um zu „platzen“. Dennoch waren die Bedingungen des von Loughman, O'Brien, Ellice und Co. garantierten Darlehens für die Kreditgeber günstig: Die 800.000 £ (Pfund) wurden zu einem Zinssatz von 5 % geliehen, jede 100 £ (Pfund)-Aktie konnte für 59 £ (Pfund) eingelöst und ab Anfang März in sechs Monatsraten zurückgezahlt werden. Im Endeffekt konnten den Kreditnehmern also nur 472.000 £ ausgezahlt werden, während der Gewinn der Kreditgeber durch den reduzierten Preis deutlich gesteigert wurde. Nach der endgültigen Einigung betrug der Endbetrag nun 348.800 £ (Pfund). Verschiedene führende Persönlichkeiten der Kommission glaubten vermutlich, dass sie mit dieser Kreditvergabe Gewinne erzielen könnten. Bowring investierte ungefähr 25.000 Pfund und Hume, einer der Geschäftsleute, die die Kommission unterstützten, investierte 10.000 Pfund.
Als die Nachricht vom Bürgerkrieg in Griechenland in London bekannt wurde, gerieten die Verhandlungen zwischen Orlandos, Zaimis und Louriotis auf der einen und Bowring auf der anderen Seite in eine Sackgasse. Es war keineswegs klar, ob es in Griechenland überhaupt eine Regierung gab, die in der Lage war, einerseits die Kreditraten entgegenzunehmen und andererseits die erforderliche Garantie für die vollständige Rückzahlung zu geben, da ein Verkauf öffentlichen Grundbesitzes in Griechenland nach dem Krieg keinen Sinn gemacht hätte. Einerseits befürchteten die Briten, dass das Darlehen verschwendet und nicht zurückgezahlt werden könnte, andererseits glaubten die Griechen, dass die Glaubwürdigkeit ihres neuen und unabhängigen Landes gefährdet wäre, da man ihnen die Verwaltung des Darlehens nicht zutraute. Bentham wurde in die Verhandlungen mit den griechischen Vertretern einbezogen und schlug eine intelligente Lösung vor, um die festgefahrene Situation zu überwinden. Doch am Ende wurden die zugewiesenen Mittel ohne Sicherheitsvorkehrungen an Griechenland überwiesen und größtenteils verschwendet.

### Der zweite griechische Kredit
Auf das erste Darlehen folgte ein zweites, das direkt von den griechischen Vertretern und Bankiers J. Ricardo und S. Ricardo ausgehandelt wurde, ohne die Zustimmung der Kommission, aber mit der Beteiligung einiger ihrer wichtigsten Mitglieder, darunter Hobhouse, Burdett und Edward Ellice. Man ging davon aus, dass die Mittel aus dem zweiten Darlehen zur Stabilisierung des ersten verwendet werden könnten, doch wurden die Mittel erneut verschwendet, diesmal für Vereinbarungen zur Entsendung von Dampfschiffen (konstruiert vom Londoner Ingenieur Alexander Galloway) unter der Aufsicht von Admiral Thomas Cochrane, 10. Earl of Dundonald, Marquess of Maranhão (1775–1860). Diese kamen jedoch nicht zustande, und so wurden schließlich zwei teure Fregatten in Auftrag gegeben und in Amerika gekauft, obwohl es in Großbritannien und anderswo genügend günstigere Versionen gab.

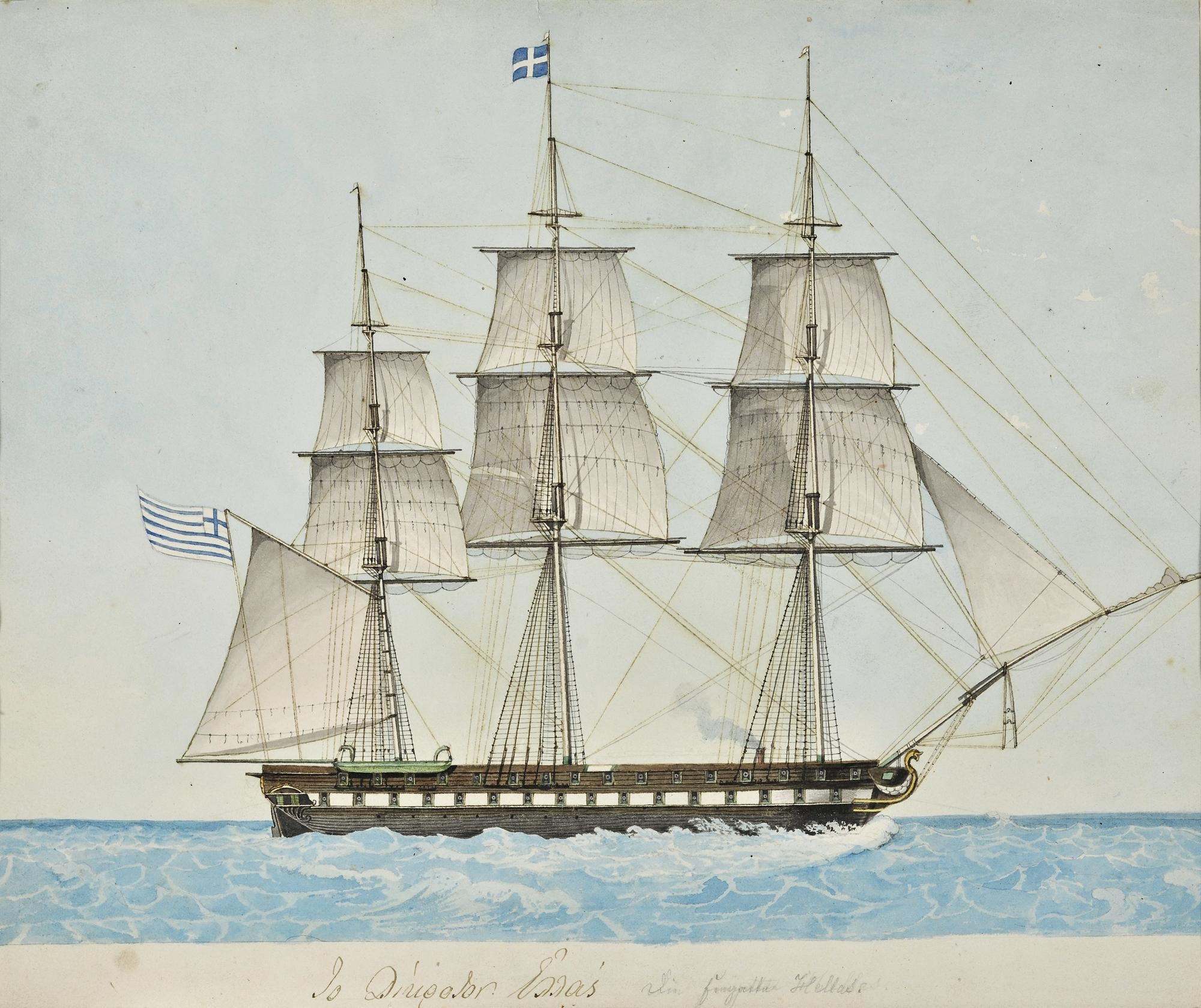
Die Fregatte Hellas

Auf Anordnung der provisorischen griechischen Regierung (Exekutive 1824) und mit Finanzierung aus der zweiten englischen Anleihe sowie durch Vermittlung der Mitglieder des „Philhellenic Committee of London“ wurden in Amerika zwei Fregatten bestellt, die die Namen „Elpis“ und „Sovereign“ erhalten sollten. Nach dem Skandal um den Bau griechischer Fregatten (1824) wurde schließlich in New York, USA, eine einzelne Fregatte für die Summe von 750.000 US-Dollar gebaut und nach Intervention der amerikanischen Regierung selbst war es möglich, eine einzelne Fregatte auszuliefern, die empfangen und „Elpis“ genannt wurde. Sie segelte im November 1826 mit einer ausländischen Besatzung nach Nafplio und wurde später in „Fregata Hellas“ („Hellas I“) umbenannt.

### Skandale, Verschwendung, Korruption

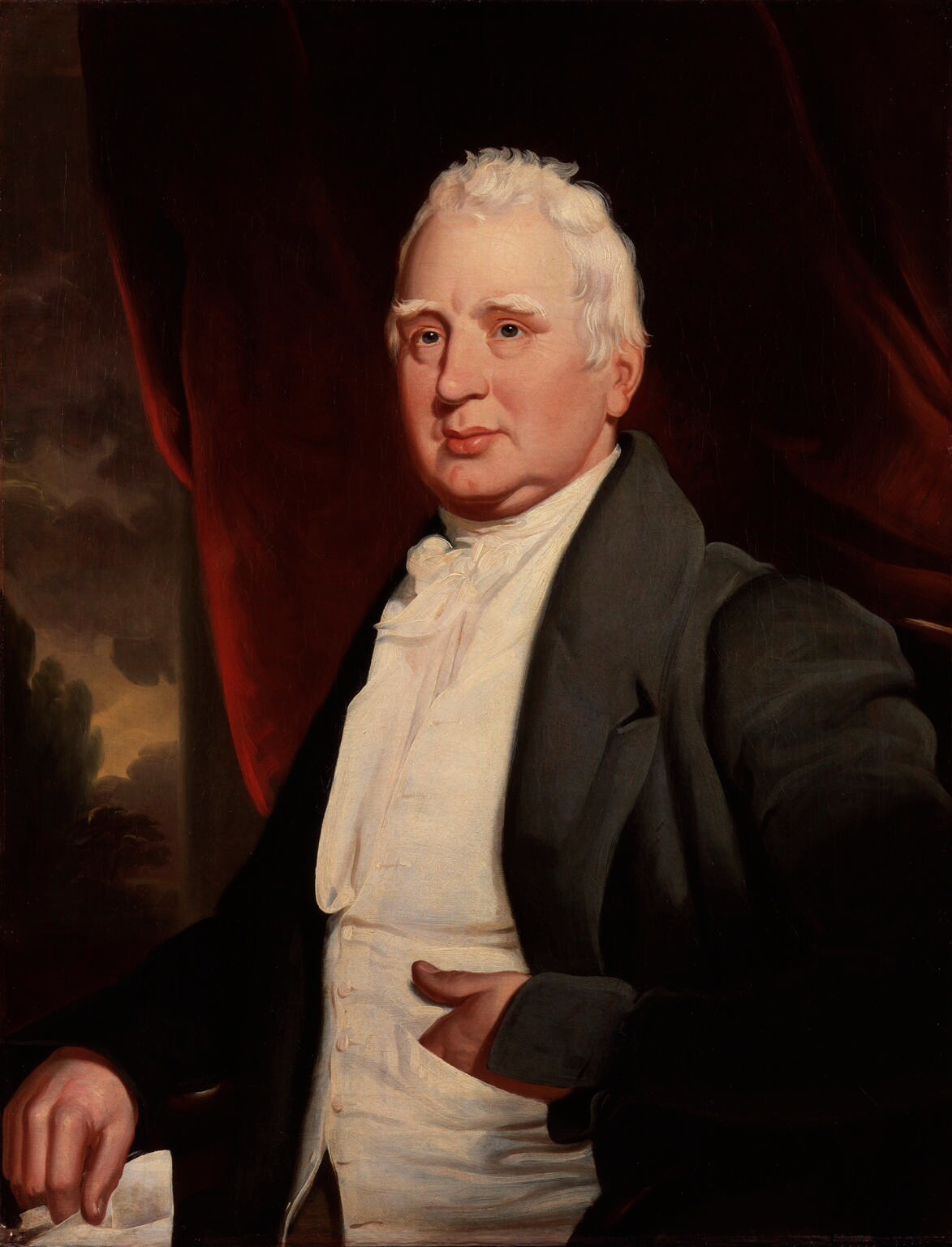
William Cobbett

Als verschiedene Skandale ans Licht kamen, waren die Schlüsselfiguren der Kommission gezwungen, sich öffentlich zu verteidigen. Bis 1826 war die „Spekulationsblase“ geplatzt und die Anleihen waren nur noch etwa ein Viertel ihres ursprünglichen diskontierten Preises wert. William Cobbett, ein Pamphletist, Landwirt und Journalist, „beschwerte“ sich im „Weekly Register“ (4. November 1826), dass „es mittlerweile bekannt ist, dass Burdett, Hobhouse, Ellis, Hume, Bowring und Rump Galloway ihre Finger auf diesen Kuchen gelegt haben.“ Auch Bentham wurde angegriffen, obwohl er während seiner Zeit im Ausschuss allgemein, aber auch während der Kreditanträge bereits sehr alt war. Zeitungen wie The Times starteten eine Kaskade von Angriffen auf die führenden Reformer, die sich angeblich am „griechischen Kuchen“ „bedient“ hatten: „Möge das im Namen der Griechen geplünderte Geld den Bann über die Köpfe derer bringen, die es besitzen.“ Letztlich gelang es den meisten von ihnen mit der Hilfe von Freunden und wohlwollenden Zeitungen, „zu überleben, wenn auch mit beschädigtem Ruf“. Bowring litt am meisten, obwohl er 1826 in der Zeitung „Westminster Review“ verteidigt wurde, wo seine Beteiligung an einer Reihe von Skandalen untersucht wurde.
Dieses Klima griff von Großbritannien aus auch auf Griechenland über: Georgios Spaniolakis, ehemaliges Mitglied des Ausschusses für die Verwaltung und Kontrolle des Darlehenskontos und Präsident des Parlaments, beschuldigte Ioannis Orlandos und Andreas Louriotis der „Misswirtschaft“ und „Verschwendung“ des zweiten, hauptsächlich englischen Darlehens, bereits während der Zeit, als es in London verhandelt wurde, und weist die entsprechenden Vorwürfe gegen die griechischen Regierungen der Revolution zurück.
K. Simopoulos bringt seine Ansicht zum Ausdruck, dass das „London Philhellenic Committee“, aus politischen Gründen und von Spekulanten gegründet wurde, die versuchten, die britischen Interessen in Griechenland zu fördern, und legt als Beweis die Aufnahme von Krediten zu hohen Zinssätzen vor. Er argumentiert mit den Worten des wegen Missbrauchs verurteilten Ioannis Orlandos und dessen Ansicht, dass „der größte Teil der Freunde Griechenlands keinen anderen Gott als den gewinnbringenden Hermes verherrlichte“ und übersieht dabei, dass selbst die Reise zur Aufnahme des Darlehens durch eine Spende von 4.000 Pfund von Lord Byron, einem Mitglied des London Philhellenic Committee, ermöglicht wurde.

## Auflösung
Obwohl die Kommission ihre Arbeit eine Zeit lang fortsetzte, und sei es nur, um sich vor Kritik zu schützen, gab es nun nicht mehr viel zu tun. Der direkte Kontakt mit dem griechischen Kampf überzeugte die meisten von ihnen, insbesondere diejenigen mit Erfahrungen mit der britischen Herrschaft über Indien, bald davon, dass „nur eine starke, autoritäre Regierung das Land vereinen und den Krieg gewinnen könnte“. Sympathie für die nationalen Bestrebungen der Griechen, die zunächst stärker von Blaquier gepredigt wurde, war in der Kommission keine starke Tendenz. Nicht einmal Bentham war trotz seiner Schriften und Interventionen in der Lage, die Griechen davon zu überzeugen, eine konstitutionelle Demokratie zu schaffen, die seinen liberalen Prinzipien nahestand. Doch in Bowring erkennt man einen neuen Politikertyp, der sich dafür einsetzt, Benthams Ideen zu nutzen, um die frühe liberale Ideologie durch ähnliche Konzepte wie Freihandel, internationale Befriedung, humanere Gefängnisse und Religionsfreiheit voranzutreiben. Trotz der Widersprüche und Schwankungen trugen die Existenz und die Tätigkeit des London Philhellenic Committee dazu bei, in Großbritannien ein dauerhaftes Klima der philhellenischen Unterstützung zu schaffen. In Fortsetzung dieses Klimas wurde etwa ein Jahrhundert später in London die „Anglo-Hellenic League“ gegründet, die im Gefolge der Balkankriege von 1912–1913 gegründet wurde, um der antigriechischen Propaganda entgegenzuwirken.

### Galerie der Mitglieder des London Philhellenic Committee

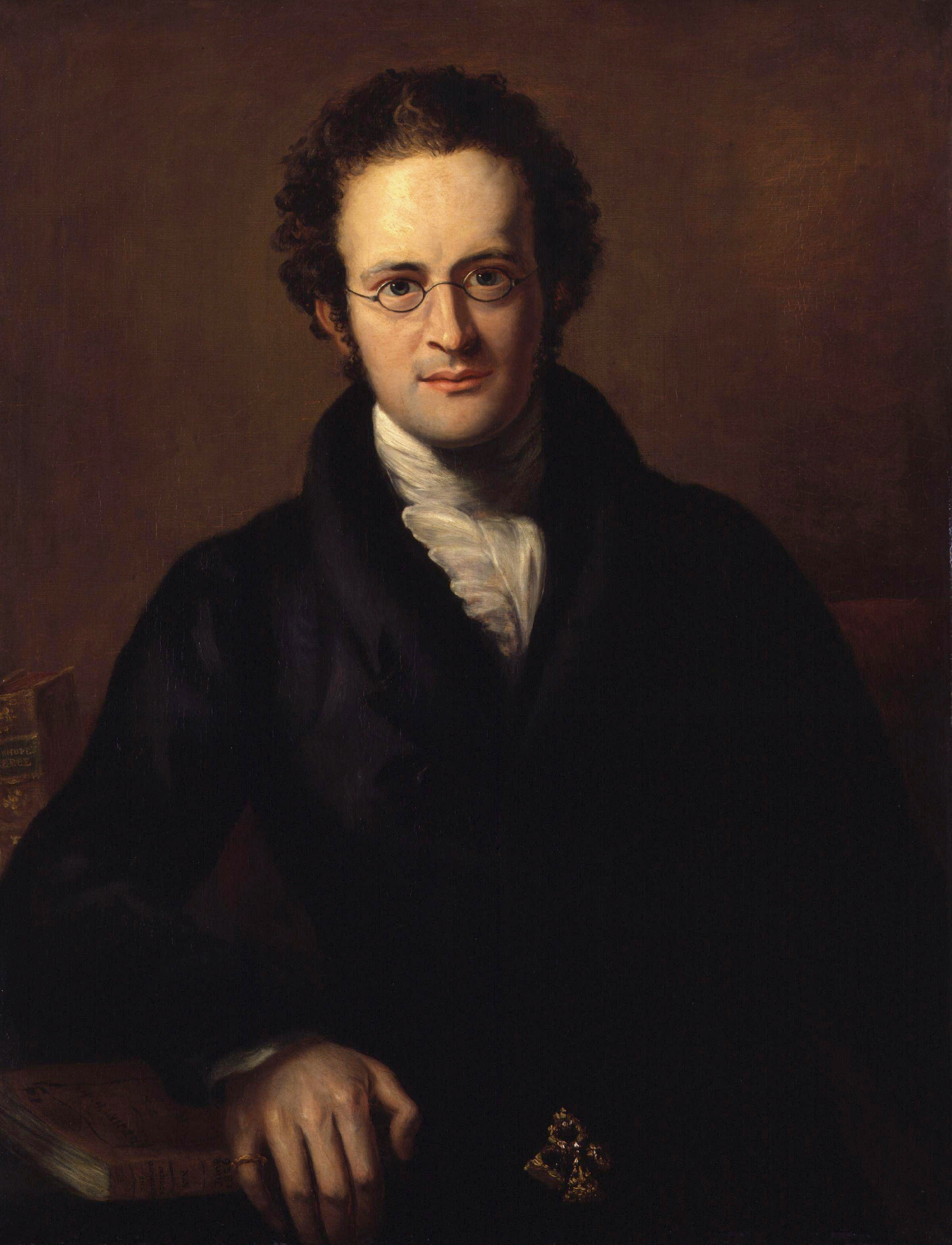
John Bowring
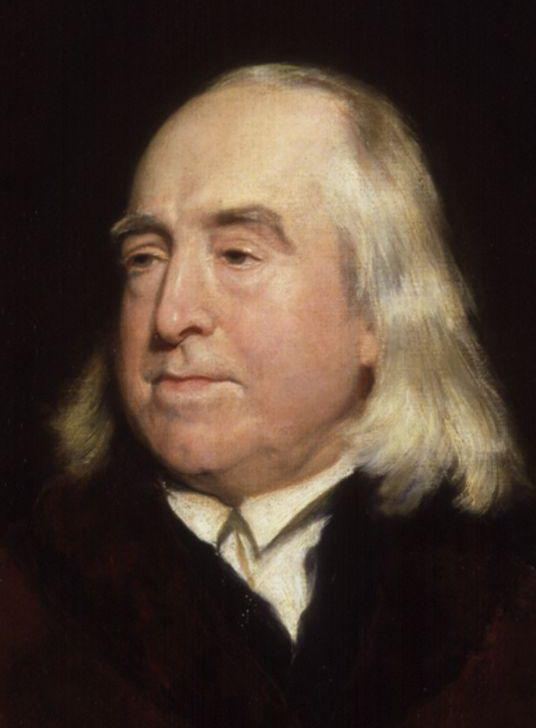
Jeremy Bentham
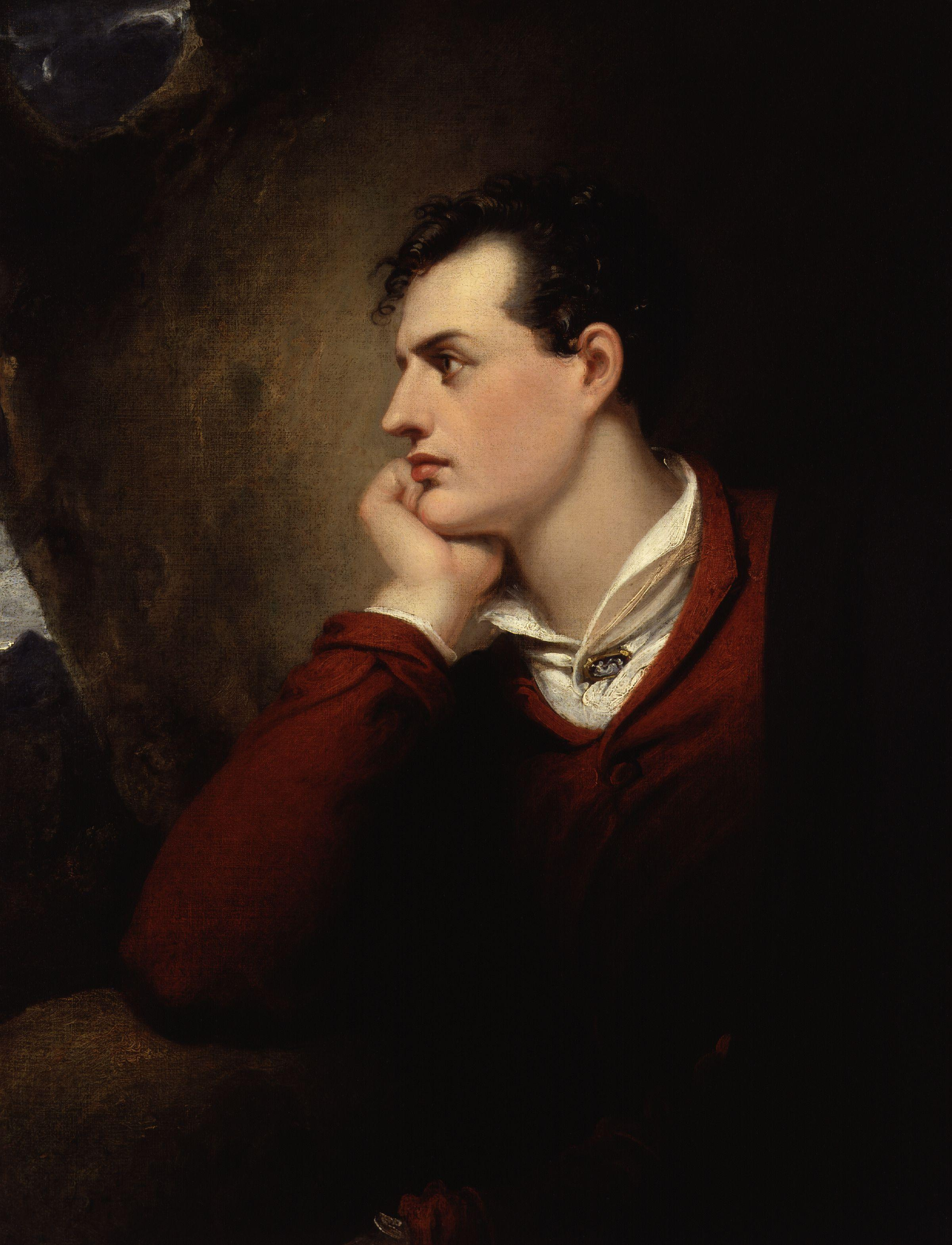
Lord Byron
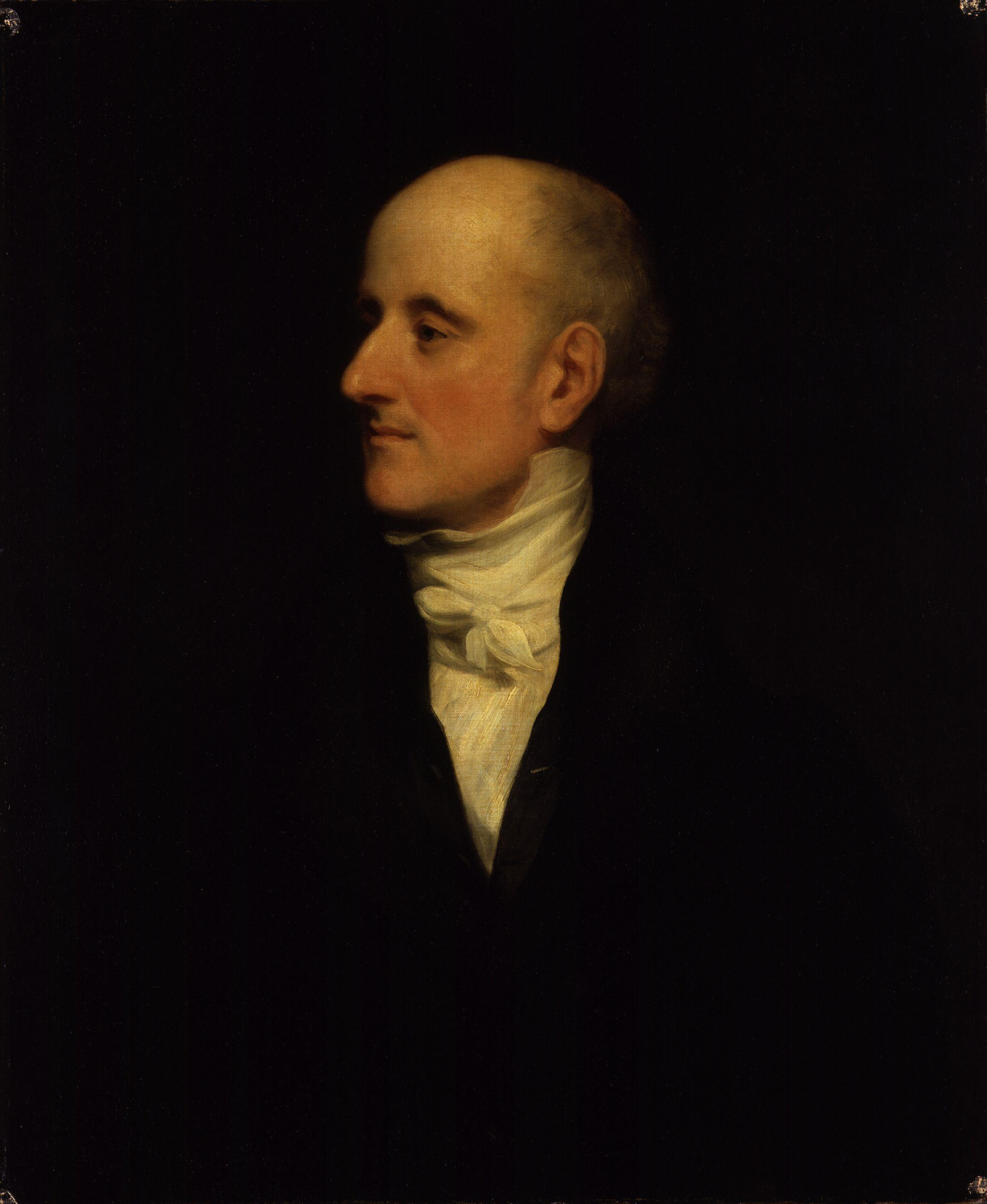
Francis Burdett
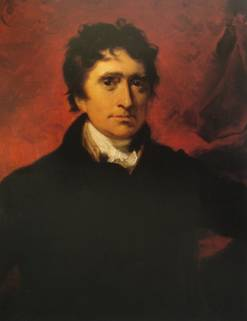
Thomas Erskine, 1. Baron Erskine
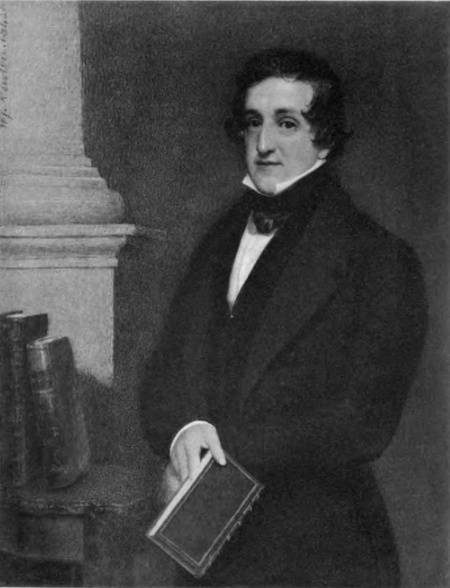
John Hobhouse
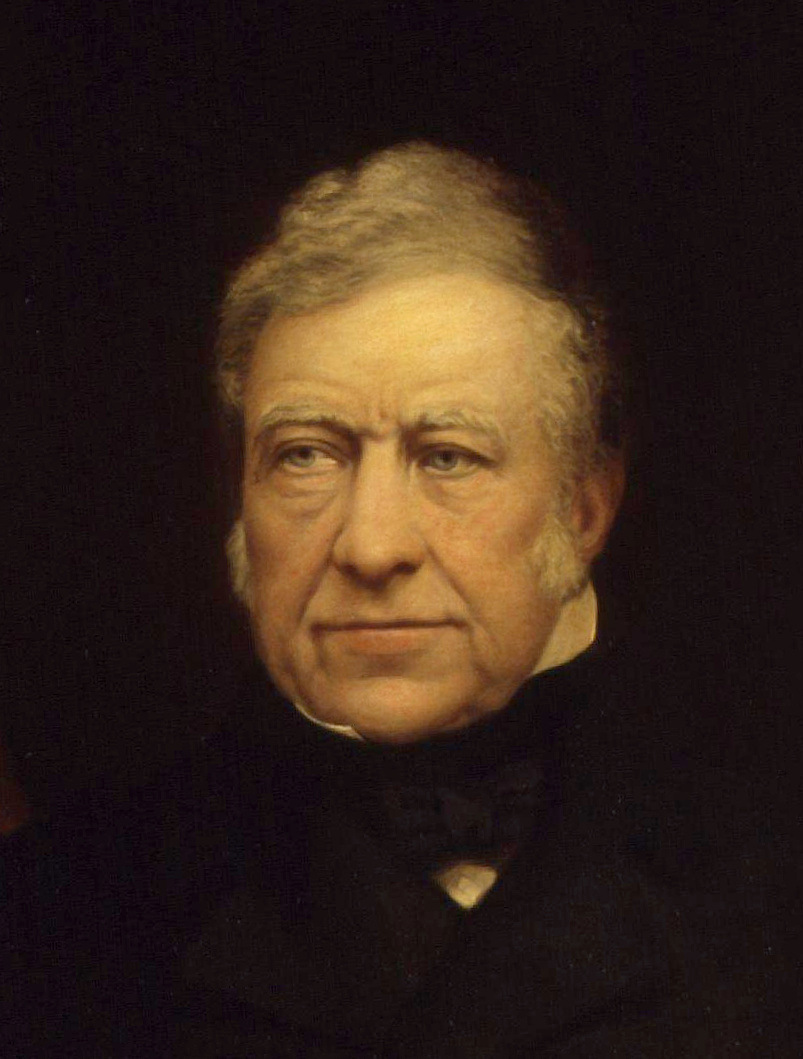
Joseph Hume
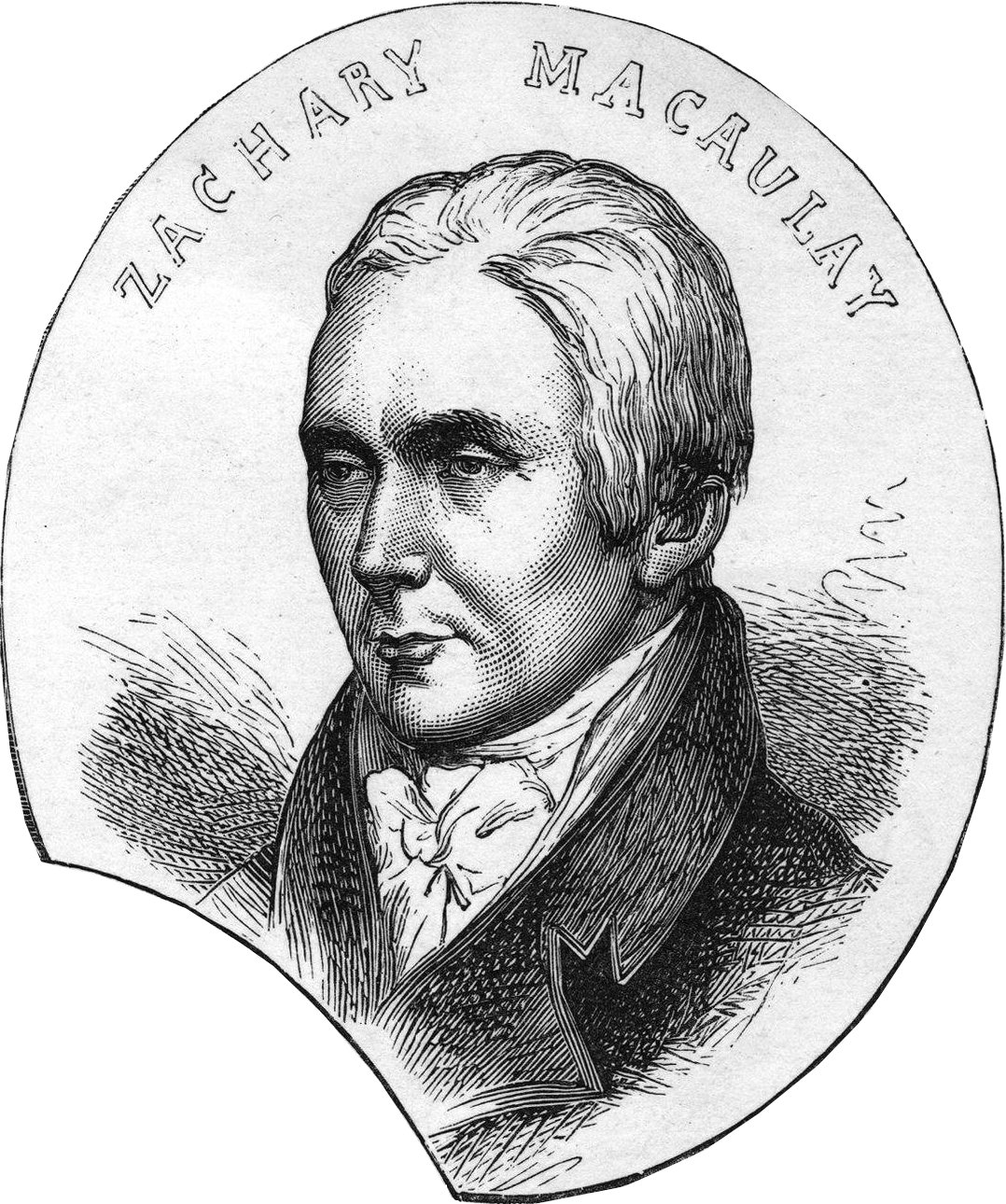
Zachary Macaulay
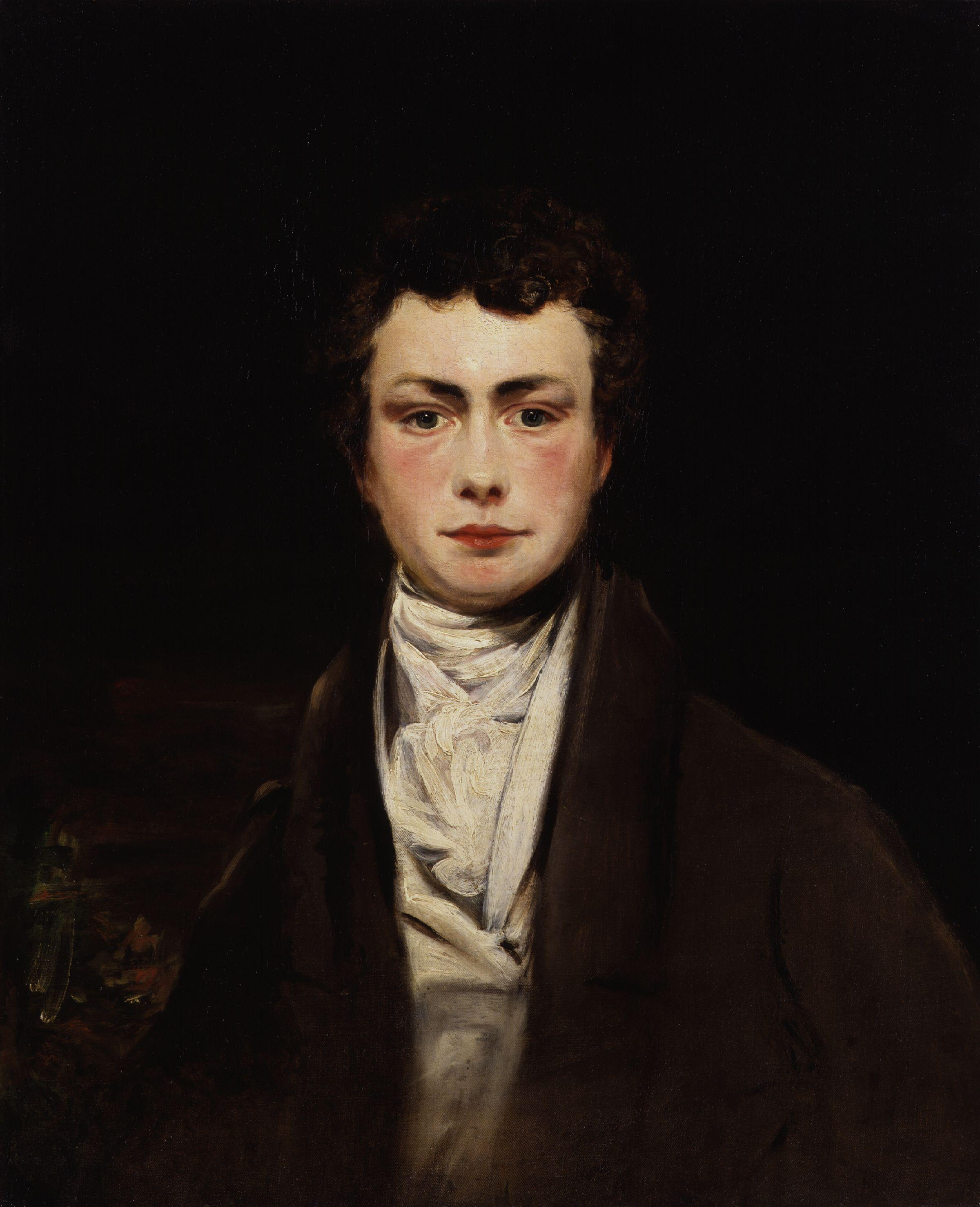
Thomas Moore
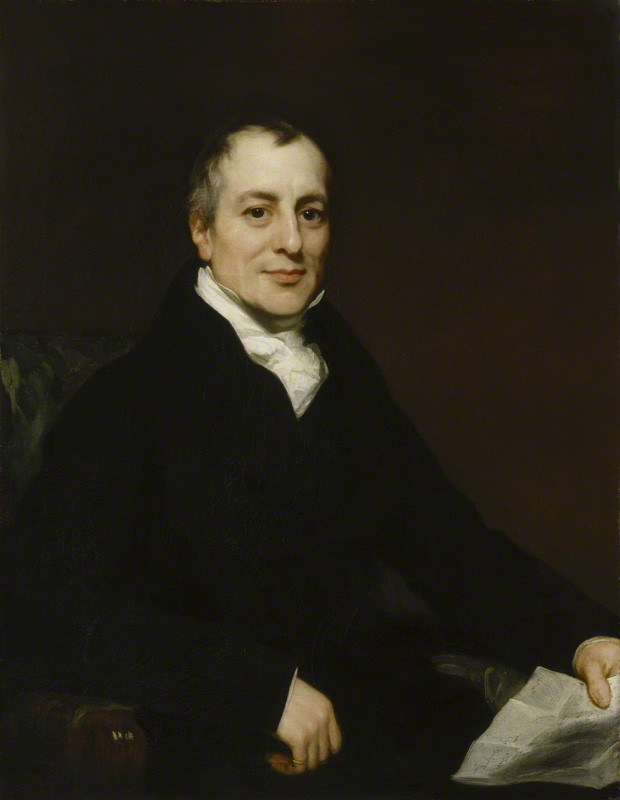
David Ricardo
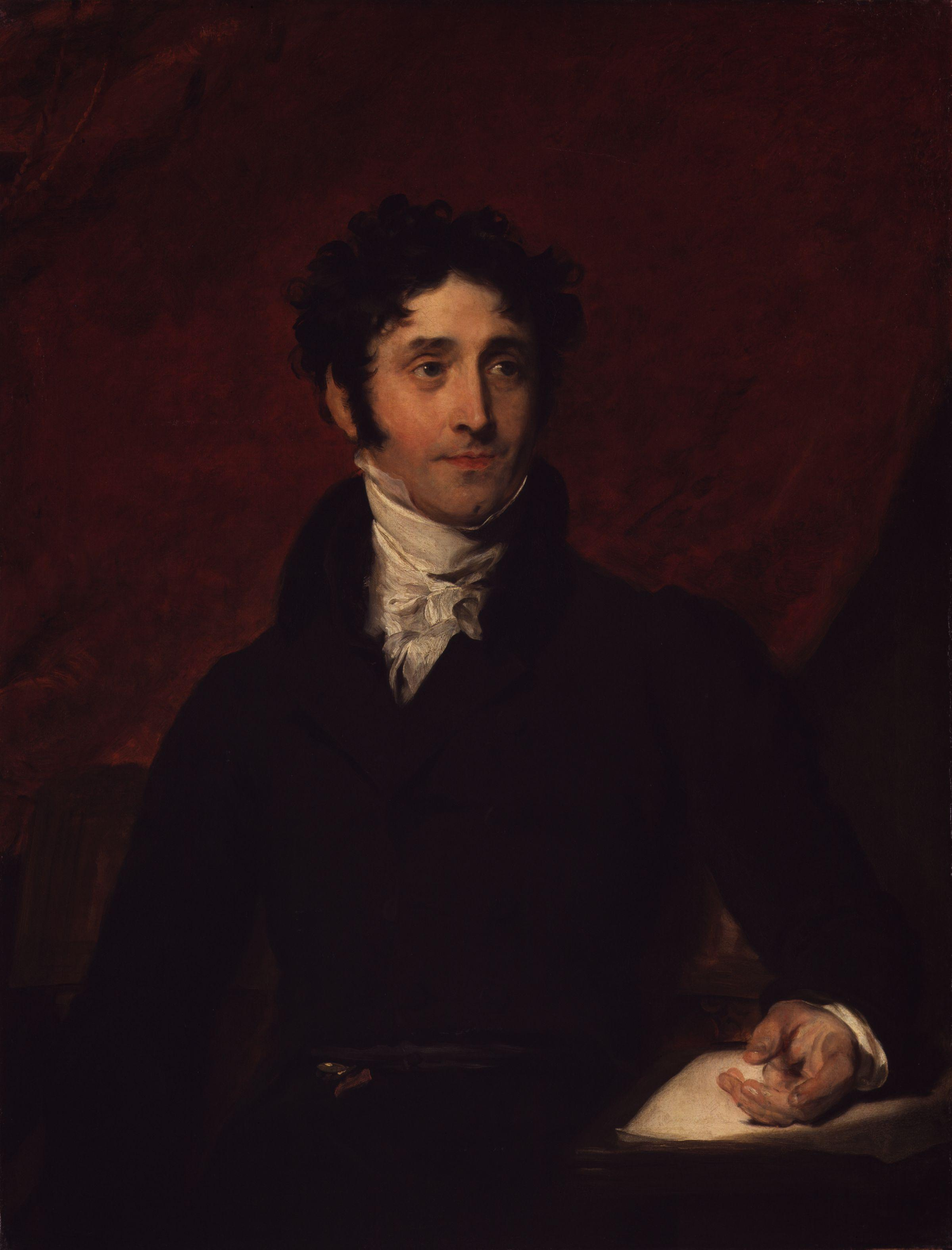
Thomas Campbell
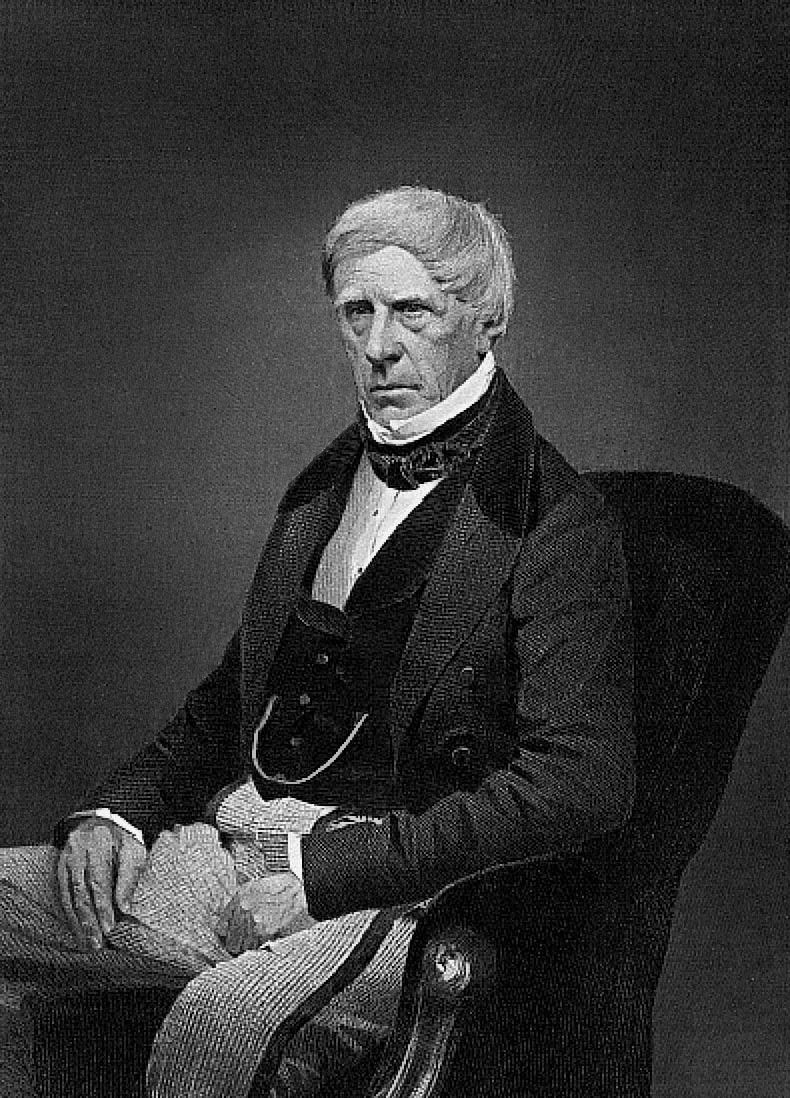
Henry Brougham, 1. Baron Brougham and Vaux
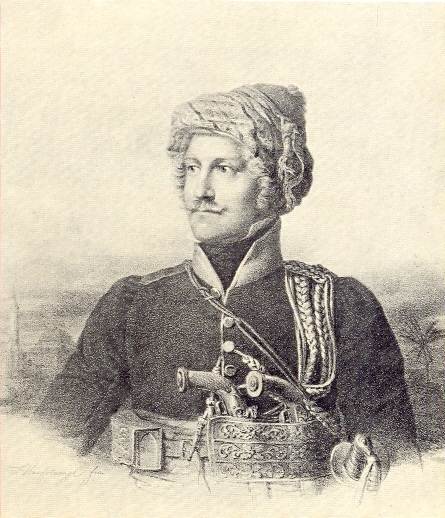
Thomas Gordon
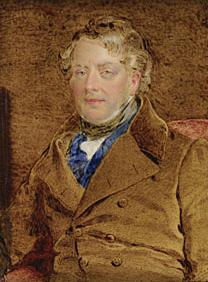
Edward Ellice
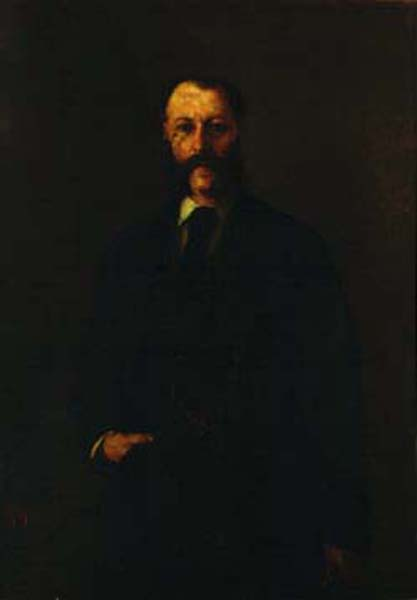
Alexandros Kontostavlos

### Briten
- Edward Blaquiere (1779–1832),[8]
- Sir John Bowring (1792–1872),[37]
- Jeremy Bentham (1748–1832),[38]
- George Gordon Noel Byron (1788–1824),[39]
- Sir Francis Burdett (1770–1844),[12]
- Thomas Erskine (1750–1823),[13]
- John Cam Hobhouse (1786–1869),[14]
- Joseph Hume (1777–1855),[15]
- Zachary Macaulay (1768–1838)[16]
- Thomas Moore (1779–1852),[17]
- Sir James Mackintosh of Kyllachy (1765–1832),[18]
- John Russell (1792–1878),[19]
- David Ricardo (1772–1823),[20]
- Leicester Fitzgerald Charles Stanhope (1784–1862),[22]
- Thomas Campbell (1777–1844),[23]
- Henry Peter Brougham (1778–1868),[24]
- Edmund Henry Barker (1788–1839),[25]
- John Lemprière (c.1765–1824),[26]
- Thomas Gordon (1788–1841),[39]
- William Parry (1773–1859),[31]
- Edward Ellice (1783–1863)[40]

### Nicht britische Staatsbürger
- Alerino Palma di Cesnola (1776–1851)

### Griechen
- Alexandros Kontostavlos (1789–1865)

## Bekannteste britische Philhellenen

### Galerie der britischen Philhellenen

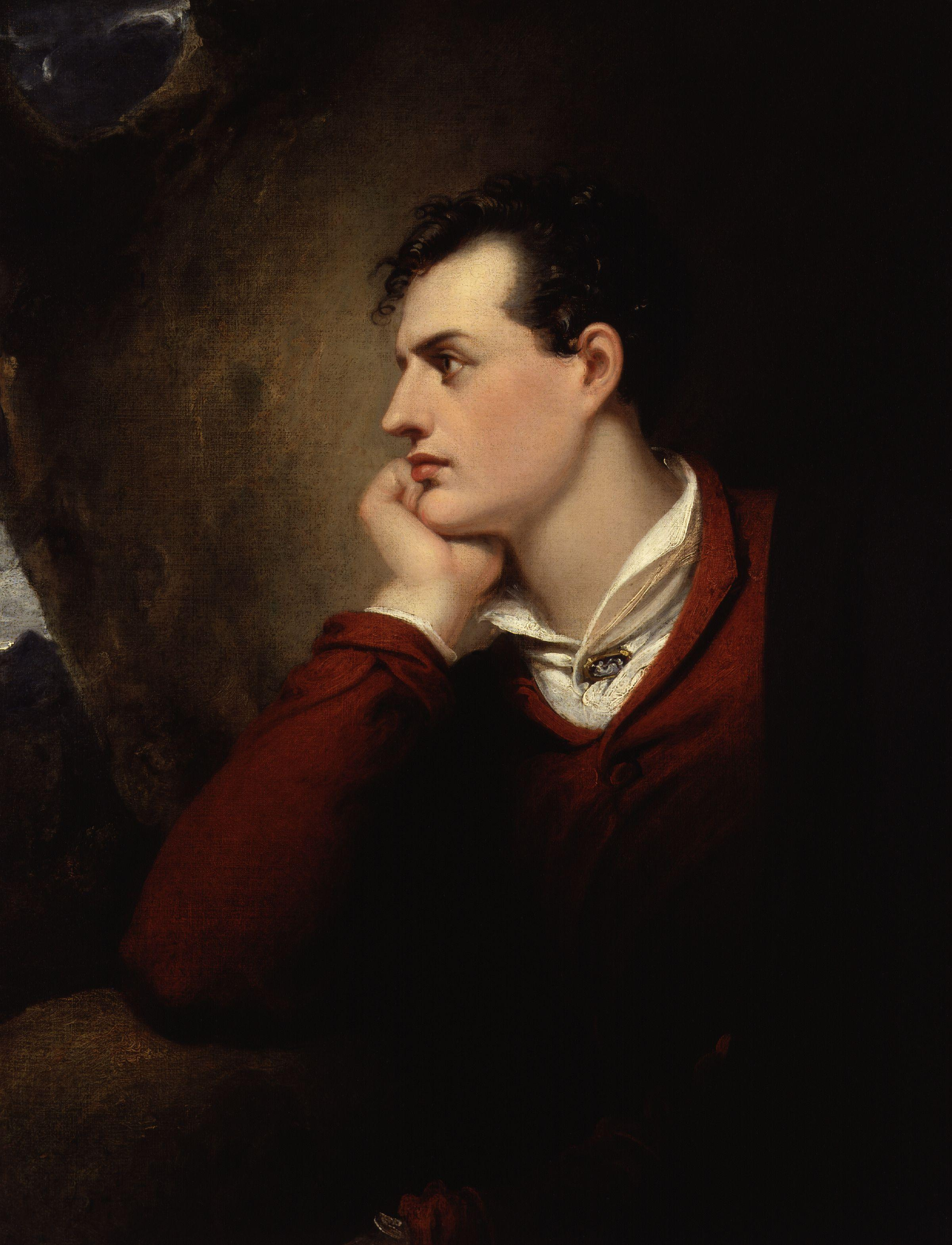
Lord Byron
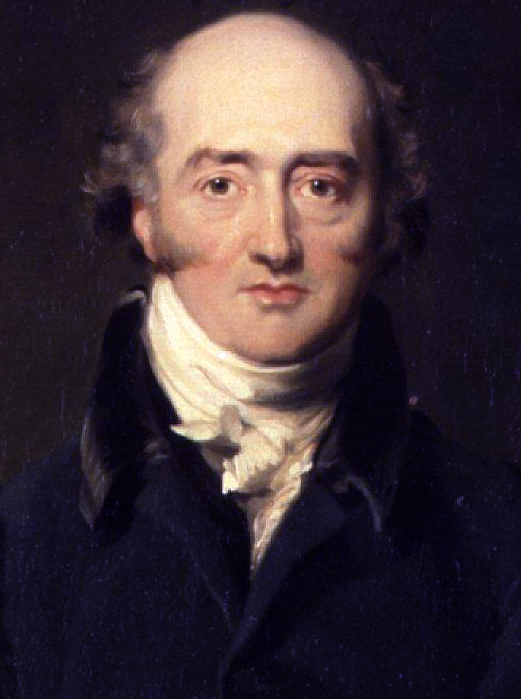
George Canning
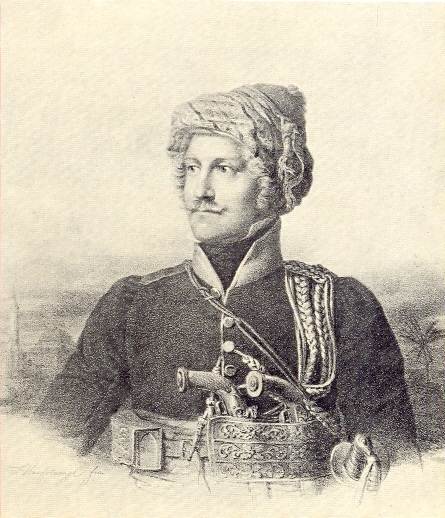
Thomas Gordon
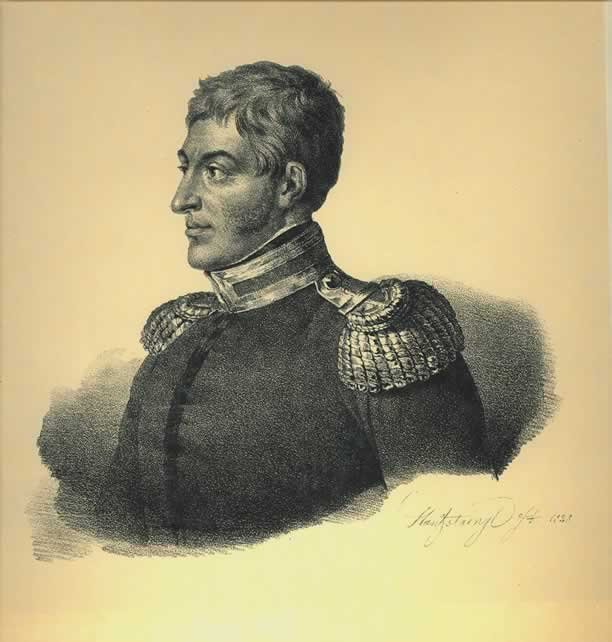
Frank Abney Hastings
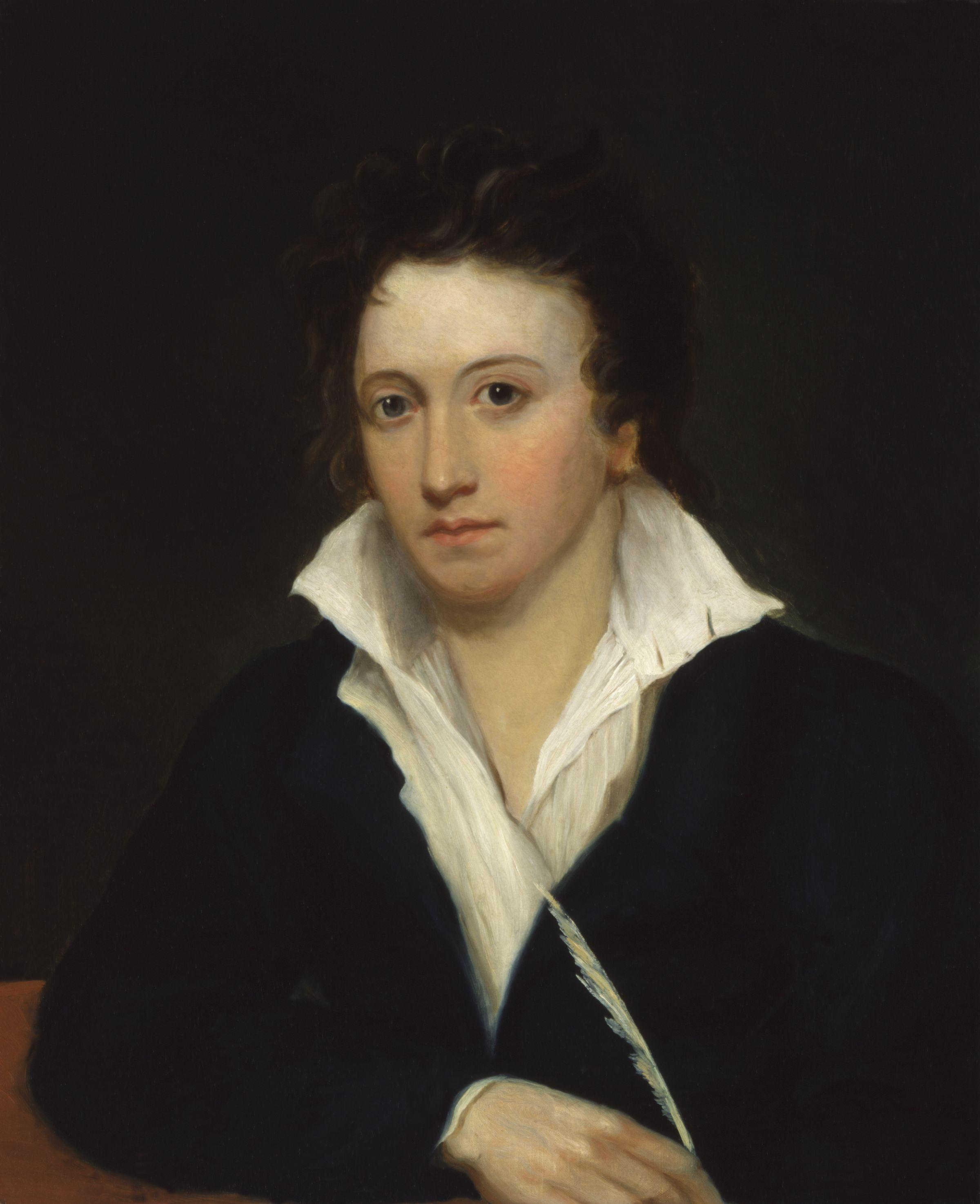
Percy Bysshe Shelley
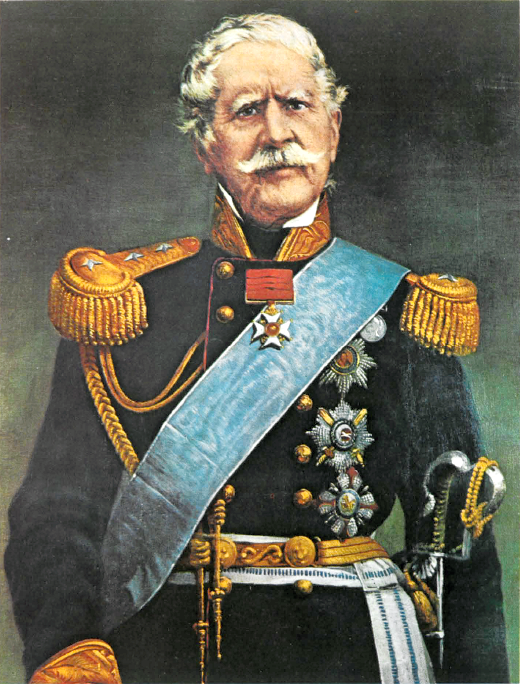
Richard Church
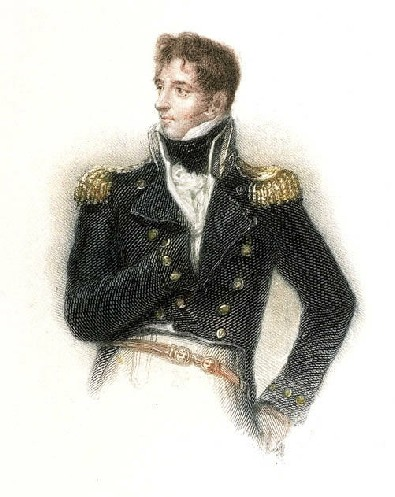
Thomas Chochrane

- George Gordon Byron (1788–19. April 1824),
- Georges Canning (1770–1827),
- Thomas Gordon (1788–1841),
- George Finlay (1799–1875),
- Frank Abney Hastings (1794–1828),
- Percy Bysshe Shelley (1792–1822),
- Sir Richard Church (1784–1873),
- Admiral Thomas Cochrane, 10th Earl of Dundonald, Marquess of Maranhão (1775–1860),